# Berkes Péter (író)
Berkes Péter (Sopron, 1931. november 12. – 2022. június 1.) magyar író, forgatókönyvíró.
Számos katonatémájú elbeszéléskötetet adott közre, ill. honvédség témájú összeállítást szerkesztett. Nevét elsősorban a fiatalok számára írt szépirodalmi művei és a Bölcs Bagoly sorozatban megjelenő ismeretterjesztő kiadványok tették híressé. Több ifjúsági regényéből filmsorozat készült (Az öreg bánya titka, Utánam, srácok!, Bezzeg a Töhötöm, S.O.S. Szobafogság!).

## Főbb művei
- Hajnal előtt (1961)
- Nem szerencse dolga; Zrínyi, Bp., 1961
- Emberek és légiósok. Kisregény; Zrínyi, Bp., 1962 (Katonák kiskönyvtára)
- Erősebbek lettünk!; Zrínyi, Bp., 1962
- Ilyenek vagyunk. Elbeszélések, versek, riportok, szatírák katonákról, katonaéletekről; Zrínyi, Bp., 1963
- Nyolc nap román fegyverbarátainknál; Zrínyi, Bp., 1964
- Alparancsnokoknak a nevelésről; Zrínyi, Bp., 1967
- Hangország (ifjúsági ismeretterjesztő, 1968) Réber Lászlóval
- A harmadik alternatíva (regény, 1968)
- Ördöglyuk (regény, 1968)
- Az öreg bánya titka (regény, 1969)
- A bánya réme (ifjúsági regény, 1970)
- Várható időjárás (ifjúsági ismeretterjesztő, 1971) Réber Lászlóval
- Tied a világ! (regény, 1974)
- Utánam, srácok! (ifjúsági regény, 1975)
- Oázis rakétákkal. Elbeszélések, riportok a katonaéletről; vál., szerk. Berkes Péter; Athenaeum Ny., Bp., 1975 (Kozmosz könyvek)
- Országházi nézelődő; Lapkiadó Vállalat, Bp., 1985
- Hét fehér boríték. Felderítőfantázia; Zrínyi, Bp., 1976
- Kalapács koppan (ifjúsági ismeretterjesztő, 1978) Réber Lászlóval
- Tolvaj Janó avagy A megkopasztott bicikli esete; Móra, Bp., 1980
- Katonamesterség (ifjúsági ismeretterjesztő, 1982)
- Bezzeg a Töhötöm! (ifjúsági regény, 1982)
- Tűz! Tűz! (ifjúsági ismeretterjesztő, 1983) Kassowitz Félixszel
- Távoli hegyek felé (elbeszélések, 1983)
- Égi utazók (ifjúsági ismeretterjesztő, 1983)
- Az ország háza (ifjúsági ismeretterjesztő, 1985)
- Teknős Béla nem lesz béka (meseregény, 1986)
- A fűre lépni veszélyes! (ifjúsági regény, 1986)
- SOS, szobafogság! (gyermekregény, 1987)
- Tanárszöveg, diákduma (szerkesztő, Kisújszállás, 1999)
- Az öreg bánya titka; 2. jav. kiad.; Könyvmolyképző, Szeged, 2016 (Jonatán könyvmolyképző)

## Díjai
- Kiváló Szolgálatért Érdemrend
- A Honvédelmi Minisztérium Nívódíja (1976)
- A Zrínyi Katonai Könyvkiadó Nívódíja (1981)
- Állami Ifjúsági Díj (1984)